# Liste der Kulturdenkmäler in Waldmühlen
In der Liste der Kulturdenkmäler in Waldmühlen sind alle Kulturdenkmäler der rheinland-pfälzischen Ortsgemeinde Waldmühlen aufgeführt. Grundlage ist die Denkmalliste des Landes Rheinland-Pfalz (Stand: 21. Dezember 2021).

## Einzeldenkmäler
| Bezeichnung | Lage                     | Baujahr                            | Beschreibung                                                                               | Bild                           |
| ----------- | ------------------------ | ---------------------------------- | ------------------------------------------------------------------------------------------ | ------------------------------ |
| Brunnen     | Holzbachstraße Lage      | zweite Hälfte des 19. Jahrhunderts | gusseiserner Laufbrunnen, zweite Hälfte des 19. Jahrhunderts                               | weitere Bilder Fotos hochladen |
| Quereinhaus | Limburger Straße 12 Lage | erste Hälfte des 19. Jahrhunderts  | Fachwerk-Quereinhaus, teilweise massiv, erste Hälfte des 19. Jahrhunderts, eventuell älter | BW                             |